# Liste der Biografien/Poli
Liste der Biografien |
Portal Biografien |
Personensuche
# |
A |
B |
C |
D |
E |
F |
G |
H |
I |
J |
K |
L |
M |
N |
O |
P |
Q |
R |
S |
T |
U |
V |
W |
X |
Y |
Z |
?
 
Pa |
Pc |
Pe |
Pf |
Ph |
Pi |
Pj |
Pk |
Pl |
Pm |
Pn |
Po |
Pr |
Ps |
Pt |
Pu |
Pv |
Pw |
Py
 
Poa |
Pob |
Poc |
Pod |
Poe |
Pof |
Pog |
Poh |
Poi |
Poj |
Pok |
Pol |
Pom |
Pon |
Poo |
Pop |
Por |
Pos |
Pot |
Pou |
Pov |
Pow |
Pox |
Poy |
Poz
 
Pola |
Polc |
Pold |
Pole |
Polf |
Polg |
Polh |
Poli |
Polj |
Polk |
Poll |
Polm |
Poln |
Polo |
Pols |
Polt |
Polu |
Polv |
Polw |
Poly |
Polz
Die Liste der Biografien führt alle Personen auf, die in der deutschsprachigen Wikipedia einen Artikel haben. Dieses ist eine Teilliste mit 163 Einträgen von Personen, deren Namen mit den Buchstaben „Poli“ beginnt.

## Poli
- Poli, Agostino (1739–1819), italienischer Komponist und Kapellmeister
- Poli, Alberto (1945–2008), französischer Fußballspieler
- Poli, Andrea (* 1989), italienischer Fußballspieler
- Poli, Dante (* 1976), chilenischer Fußballspieler
- Poli, Eros (* 1963), italienischer Radrennfahrer, Olympiasieger und WeltmeisterEros Poli (* 1963)

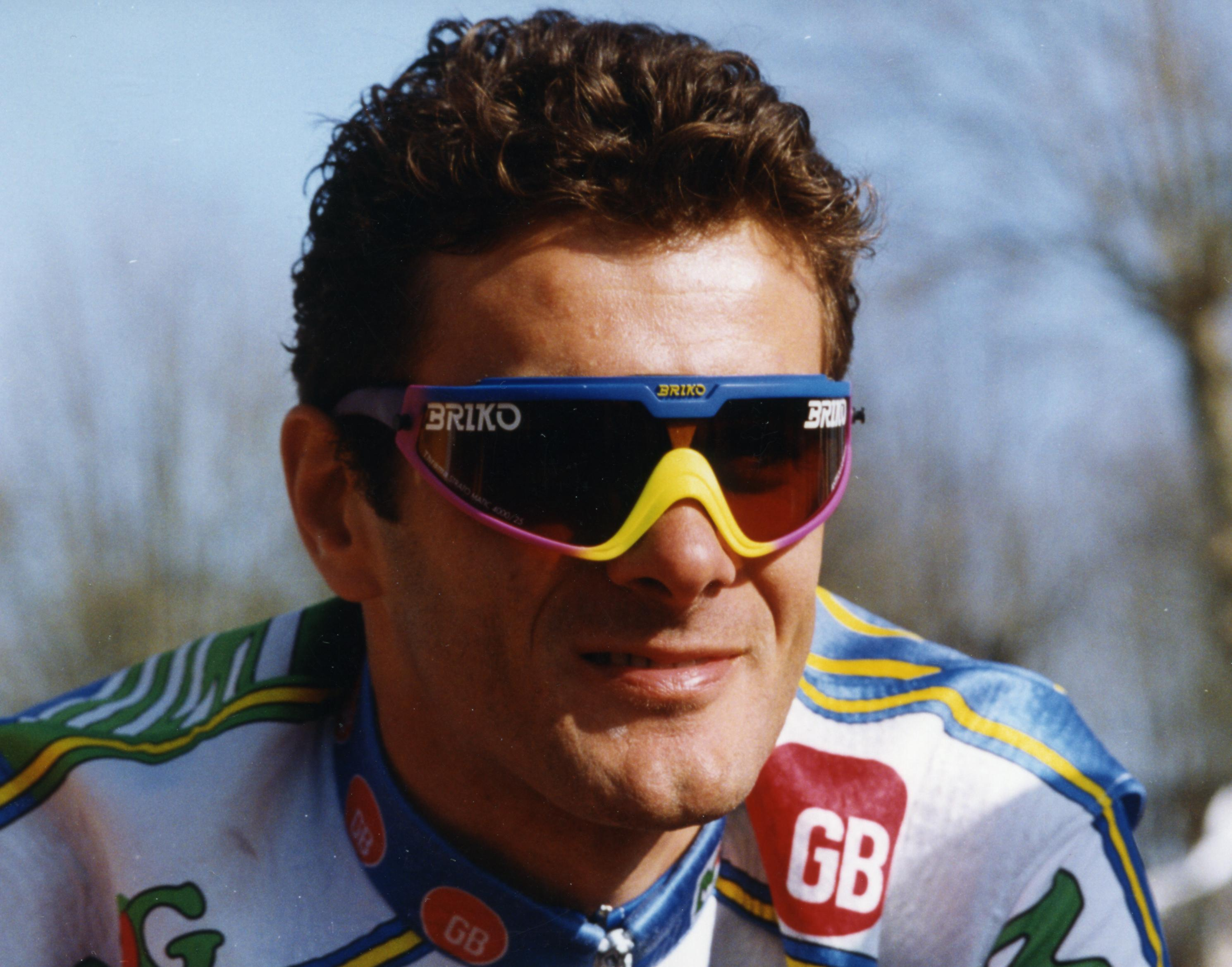
Eros Poli (* 1963)

- Poli, Fausto (1581–1653), Bischof und Kardinal
- Poli, Flavio (1900–1984), italienischer Glasdesigner
- Poli, Gianni (* 1957), italienischer Marathonläufer
- Poli, Giuseppe Angelo (1878–1970), italienischer römisch-katholischer Geistlicher und Kapuziner
- Poli, Giuseppe Saverio (1746–1825), italienischer Physiker und Naturforscher
- Poli, Mario Aurelio (* 1947), argentinischer Geistlicher, römisch-katholischer Erzbischof von Buenos Aires und Primas von Argentinien
- Poli, Matteo (* 1973), italienischer Architekt, Landschaftsarchitekt und Universitätsprofessor
- Poli, Maurice (1933–2020), französischer Schauspieler
- Poli, Mimmo (1922–1986), italienischer Schauspieler
- Poli, Piero (* 1960), italienischer Ruderer

### Polia
- Poliačková, Zuzana (* 1975), slowakische Tischtennisspielerin
- Poliak, Abraham N. (1910–1970), israelischer Historiker
- Poliakoff, Martyn (* 1947), britischer Chemiker
- Poliakoff, Serge (1900–1969), russischer Maler
- Poliakoff, Stephen (* 1952), britischer Dramatiker, Autor und Regisseur
- Poliakoff, Vladimir (1864–1939), Zeitungsherausgeber in Frankreich
- Poliakov, Léon (1910–1997), russisch-französischer Historiker, „Pionier der Holocaustforschung“Léon Poliakov (1910–1997)

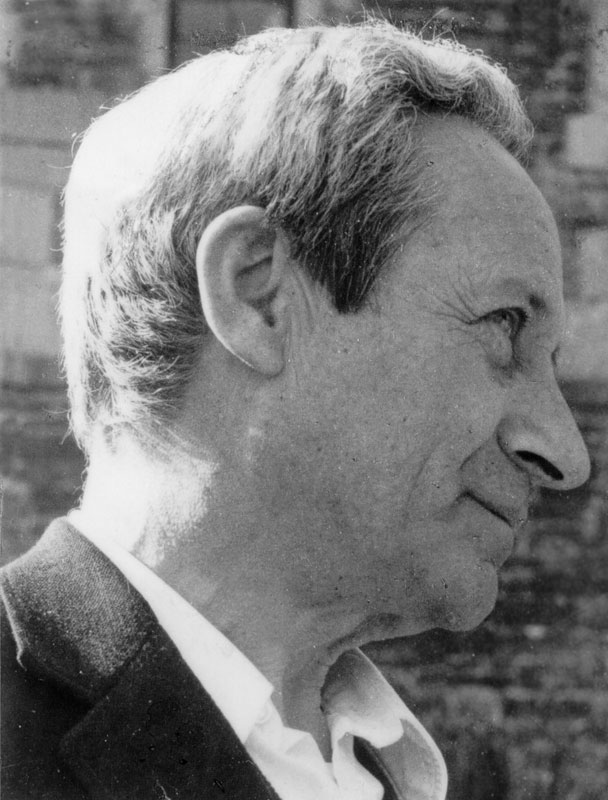
Léon Poliakov (1910–1997)

- Poliaková, Terézia (* 1989), slowakische Biathletin
- Polian, Bill (* 1942), US-amerikanischer American-Football-Funktionär
- Polian, Pavel (* 1952), russischer Kulturgeograph und Historiker
- Polianski, Igor J. (* 1969), deutscher Neuzeithistoriker und Autor
- Polias, Teresa (* 1990), australische Fußballspielerin

### Polic
- Polić, Damir (* 1953), jugoslawischer Wasserballspieler
- Polic, Henry II (1945–2013), US-amerikanischer Schauspieler und Synchronsprecher
- Policand, Jérôme (* 1964), französischer Autorennfahrer
- Policarpo, José da Cruz (1936–2014), portugiesischer Geistlicher, Patriarch von Lissabon, Kardinal der römisch-katholischen Kirche, Großprior des Ritterordens vom Heiligen Grab zu Jerusalem
- Policek, Annedore (* 1935), deutsche Malerin
- Policek, Wolfgang (1932–2000), deutscher Maler und Grafiker
- Policella, Gustav (* 1975), deutscher Fußballspieler
- Polich, Mike (* 1953), US-amerikanischer Eishockeyspieler

### Polid
- Polidano, Aldo (* 1976), maltesischer Badmintonspieler
- Polidano, Joseph (* 1940), maltesischer Radrennfahrer
- Polidano, Karen (* 1979), maltesisch-kanadische Sängerin
- Polidori, Catia (* 1967), italienische Politikerin, Mitglied der Camera dei deputati
- Polidori, Gaetano (1764–1853), italienisch-britischer Schriftsteller und Gelehrter
- Polidori, Giancarlo (* 1943), italienischer Radrennfahrer, nationaler Meister im Radsport
- Polidori, John (1795–1821), britischer SchriftstellerJohn Polidori (1795–1821)

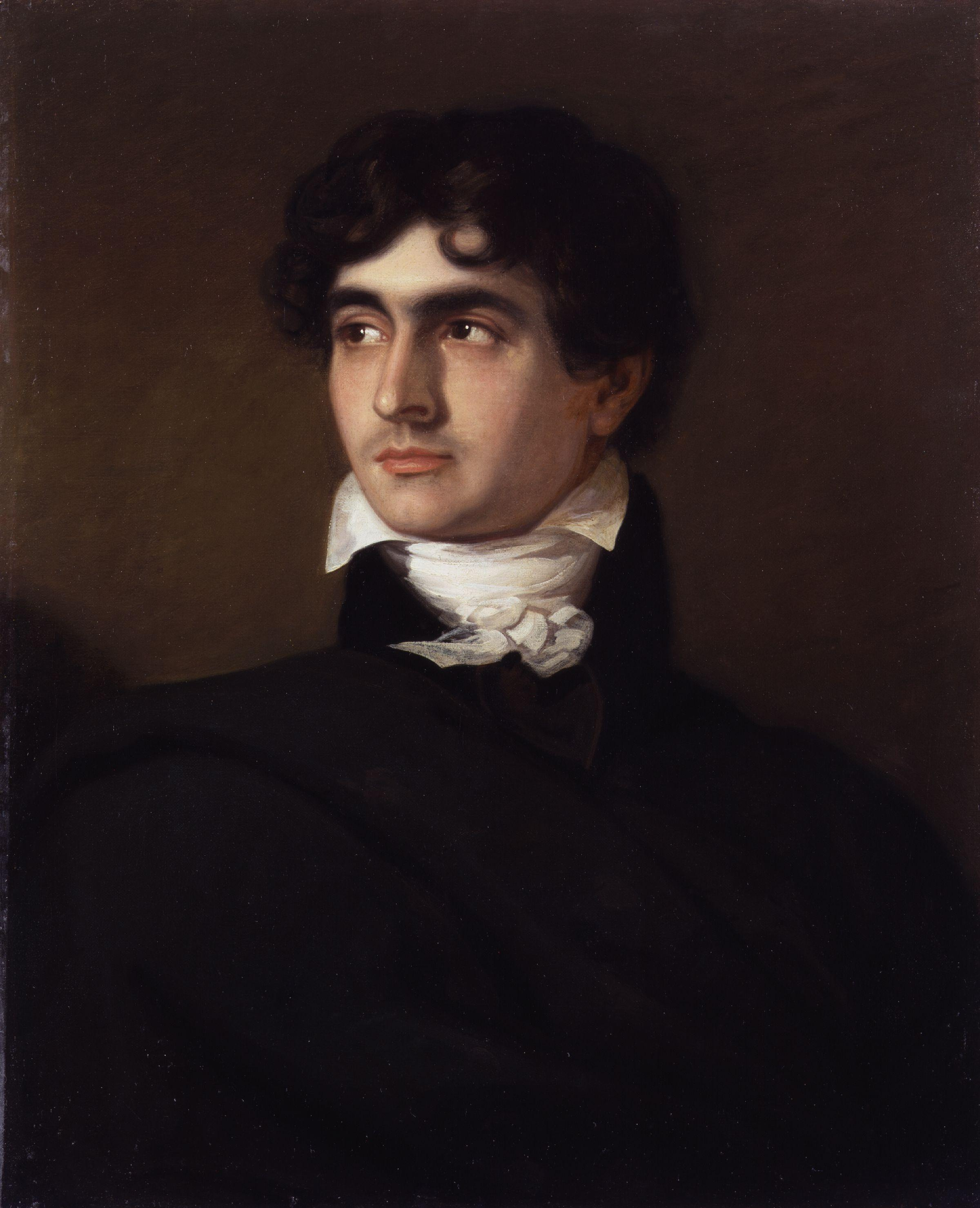
John Polidori (1795–1821)

- Polidori, Paolo (1778–1847), italienischer Geistlicher, Kurienkardinal und Titularerzbischof
- Polidori, Robert (* 1951), kanadischer Architekturfotograf und Fotojournalist
- Polidori, Victor (1888–1931), französischer Turner
- Polidoro da Lanciano († 1565), italienischer Maler
- Polidoro, Evita (* 1995), italienische Jazzmusikerin (Schlagzeug, Komposition)
- Polidoro, Gian Luigi (1928–2000), italienischer Filmregisseur, Drehbuchautor und Schauspieler

### Polie
- Polier de Bottens, Antoine-Noé de (1713–1783), Schweizer Theologe und Enzyklopädist
- Polier de Bottens, Georges (1675–1759), Schweizer evangelischer Theologe und Hochschullehrer
- Polier, Antoine-Louis Henri de († 1795), schweizerischer Ingenieur und Orientalist
- Polier, Justine W. (1903–1987), US-amerikanische Richterin
- Polievka, Pavol (* 1969), slowakischer Straßenradrennfahrer
- Polievka, Róbert (* 1996), slowakischer Fußballspieler

### Polif
- Polifka, Patricia (* 1984), deutsche Bobfahrerin

### Polig
- Polig, Josef (* 1968), italienischer Skirennläufer
- Polignac, Alphonse de (1826–1862), französischer Mathematiker
- Polignac, Armand de (1771–1847), französischer Adliger und bayerischer Fürst
- Polignac, Camille Armand Jules Marie de (1832–1913), französischer Adliger
- Polignac, Edmond de (1834–1901), französischer Prinz und Komponist
- Polignac, Jules de (1780–1847), französischer Adliger und Diplomat
- Polignac, Marie Charles Jean Melchior Marquis de (1880–1950), französischer Geschäftsmann
- Polignac, Melchior de (1661–1741), französischer Kardinal, Diplomat
- Polignac, Pierre de (1895–1964), monegassischer Adeliger, Vater von Fürst Rainier III von MonacoPierre de Polignac (1895–1964)

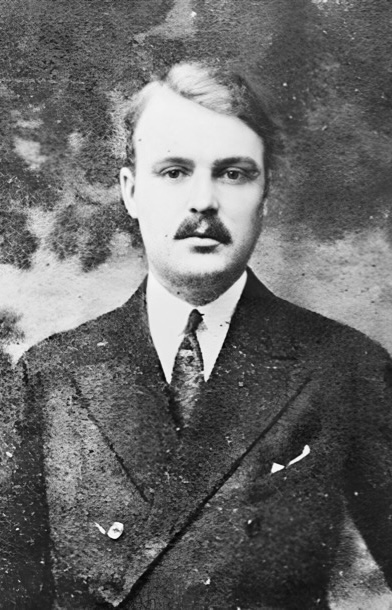
Pierre de Polignac (1895–1964)

### Polih
- Polihroniade, Elisabeta (1935–2016), rumänische Großmeisterin im Schach

### Polii
- Polii, Greysia (* 1987), indonesische Badmintonspielerin

### Polik
- Polikanow, Sergei Michailowitsch (1926–1994), russischer Physiker
- Polikarpenko, Wolodymyr (* 1972), ukrainischer Triathlet
- Polikarpova, Ksenia (* 1990), russische Badmintonspielerin
- Polikarpow, Nikolai Nikolajewitsch (1892–1944), sowjetischer Flugzeugkonstrukteur
- Polikeit, Georg (* 1929), deutscher Journalist und Funktionär der Deutschen Kommunistischen Partei (DKP)
- Poliker, Yehuda (* 1950), israelischer Sänger, Songwriter, Musiker und Maler
- Polikevičiūtė, Jolanta (* 1970), litauische Radrennfahrerin
- Polikevičiūtė, Rasa (* 1970), litauische Radrennfahrerin

### Polil
- Polillo, Arrigo (1919–1984), italienischer Jazz-Autor und Jazz-Journalist

### Polin
- Polin, Raymond (1910–2001), französischer Philosoph
- Polina, Anna (* 1989), russisch-französische Pornodarstellerin und ErotikmodelAnna Polina (* 1989)

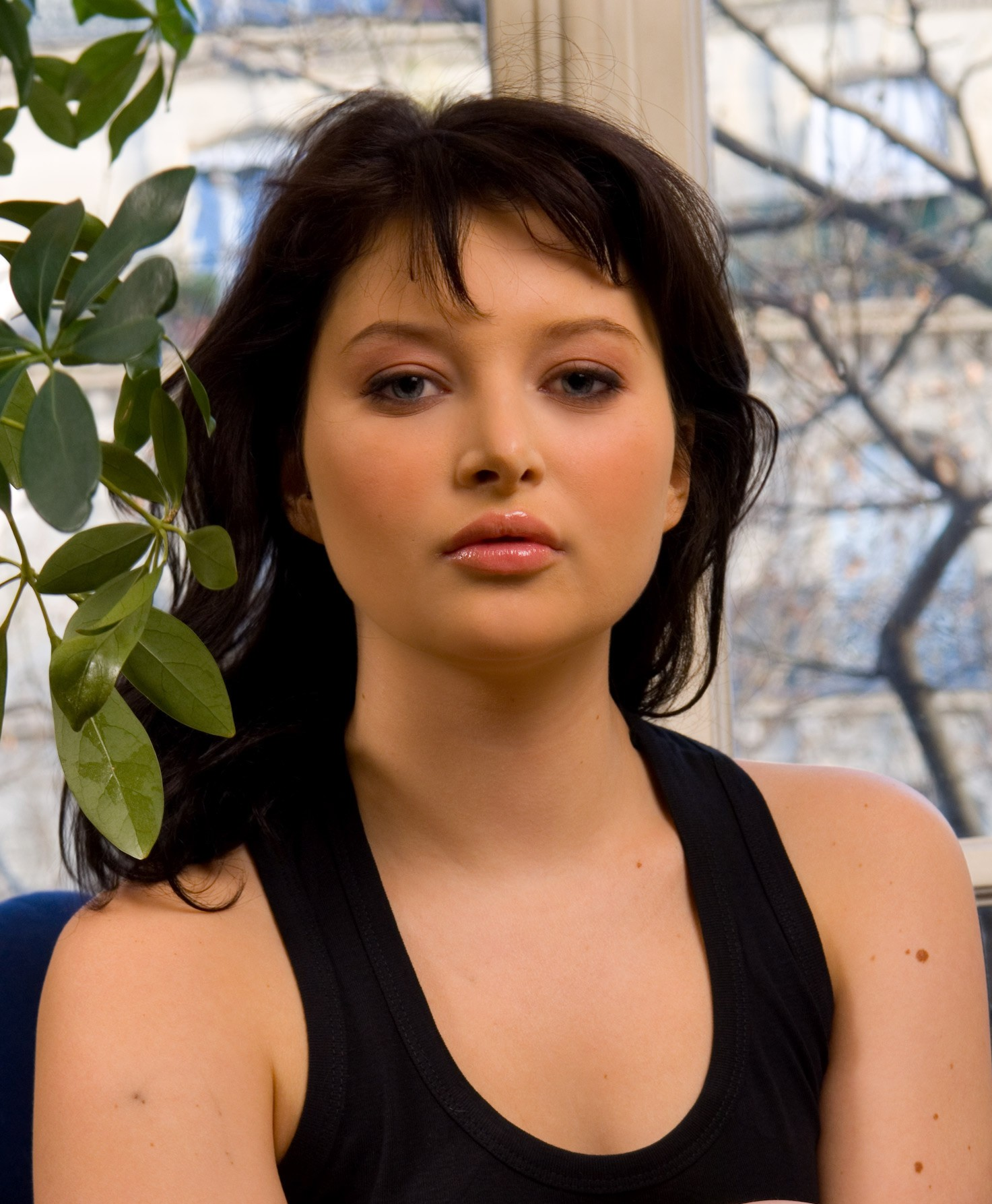
Anna Polina (* 1989)

- Polinari, Anna (* 1999), italienische Leichtathletin
- Poling, Hermann, deutscher Goldschmied und Bürgermeister der Hansestadt Lübeck
- Polini, Bella (* 1896), deutsche Stummfilmschauspielerin
- Polinin, Albert Olegowitsch (* 1989), russischer Eishockeyspieler
- Polino Sánchez, Engelberto (* 1966), mexikanischer Geistlicher, römisch-katholischer Weihbischof in Guadalajara

### Polio
- Polion, griechischer Vasenmaler

### Poliq
- Poliquin, Bruce (* 1953), US-amerikanischer Politiker
- Poliquin, John (* 1986), kanadischer Regisseur für Musikvideos, TV-Werbungen, und Filme

### Polis
- Polis, Gary A. (1946–2000), US-amerikanischer Arachnologe und Ökologe
- Polis, Greg (1950–2018), kanadischer Eishockeyspieler
- Polis, Jānis (1938–2011), lettischer Pharmakologe
- Polis, Jared (* 1975), US-amerikanischer PolitikerJared Polis (* 1975)

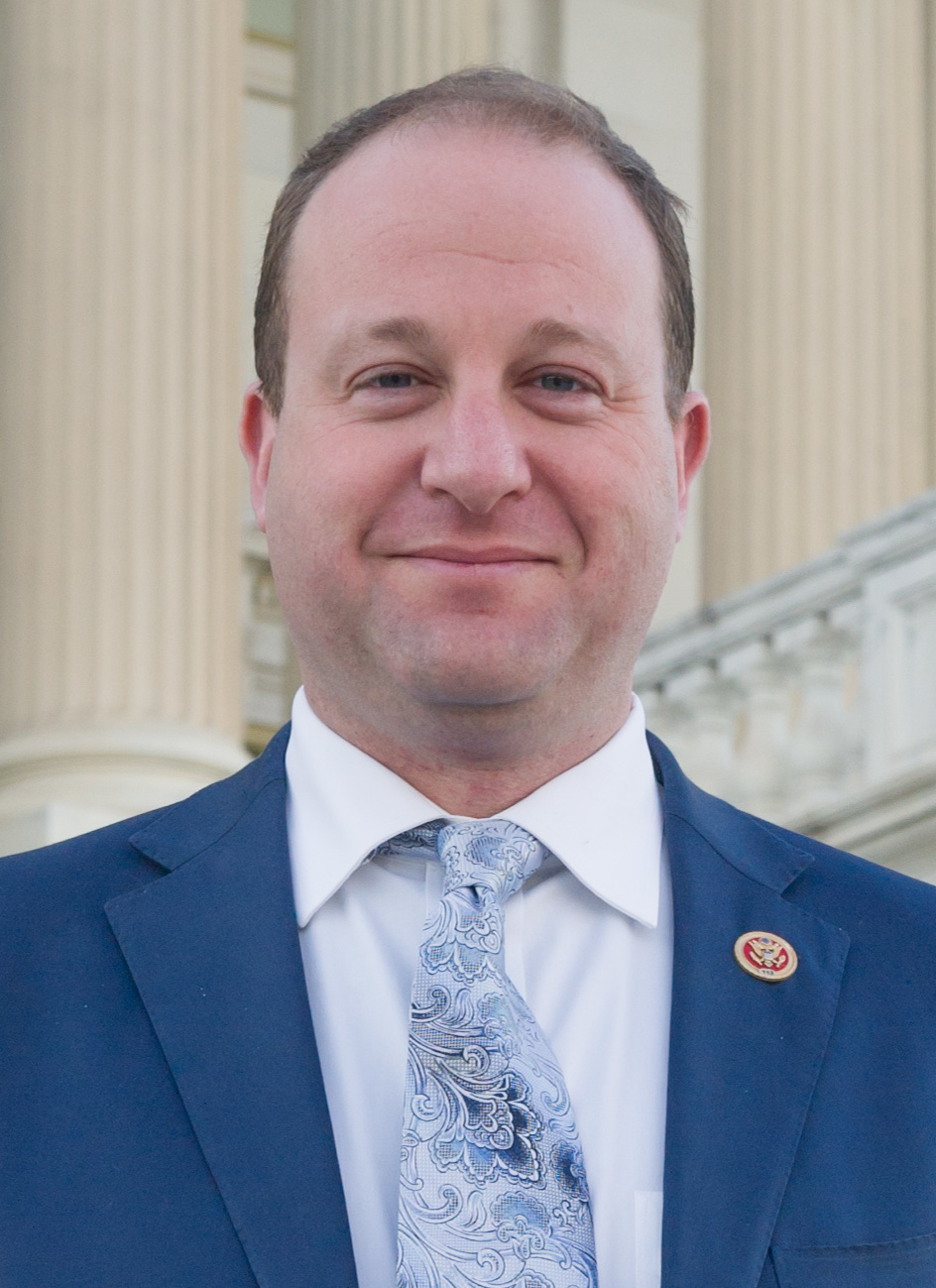
Jared Polis (* 1975)

- Polis, Joel (* 1951), US-amerikanischer Schauspieler und Filmproduzent
- Polis, Peter (1869–1929), deutscher Meteorologe und Direktor des meteorologischen Observatorium Aachens
- Polischtschuk, Fjodor (* 1979), kasachischer Eishockeystürmer
- Polischtschuk, Kateryna (* 2001), ukrainische Sanitäterin, Sängerin, und Dramatikerin
- Polischtschuk, Ljubow Grigorjewna (1949–2006), russische Theater- und Kino-Schauspielerin
- Polischtschuk, Maxym (* 1984), ukrainischer Bahn- und Straßenradrennfahrer
- Polischtschuk, Mykola (* 1944), ukrainischer Mediziner und Gesundheitsminister (2005)
- Polischtschuk, Pawel Witaljewitsch (* 1968), russischer Kommunalpolitiker
- Polischtschuk, Walerjan (1897–1937), ukrainischer Schriftsteller, Literaturkritiker, Literaturtheoretiker, Publizist und Opfer der Stalinschen Säuberungen in der Sowjetunion
- Polišenský, Josef (1915–2001), tschechischer Historiker und Pädagoge
- Polishook, Mark, US-amerikanischer Musikpädagoge, Pianist und Komponist
- Polisius, Gottfried Samuel (1636–1700), deutscher Mediziner, Physicus in Frankfurt an der Oder

### Polit
- Polit, Cornelia (* 1963), deutsche Schwimmerin
- Pólit, Manuel María (1862–1932), ecuadorianischer Universitätsprofessor, Politiker und Erzbischof von Quito
- Politano, Matteo (* 1993), italienischer Fußballspieler
- Polite, Anthony (* 1997), US-amerikanisch-Schweizer Basketballspieler
- Polite, Charlene (1943–1999), US-amerikanische Schauspielerin
- Polite, Michael (* 1968), US-amerikanisch-schweizerischer Basketballspieler
- Polites, Alyssa (* 2003), australische Radrennfahrerin
- Politi, Adriano (1542–1625), italienischer Übersetzer, Lexikograf und Italianist
- Politi, Anneta (* 1977), deutsche RadiomoderatorinAnneta Politi (* 1977)

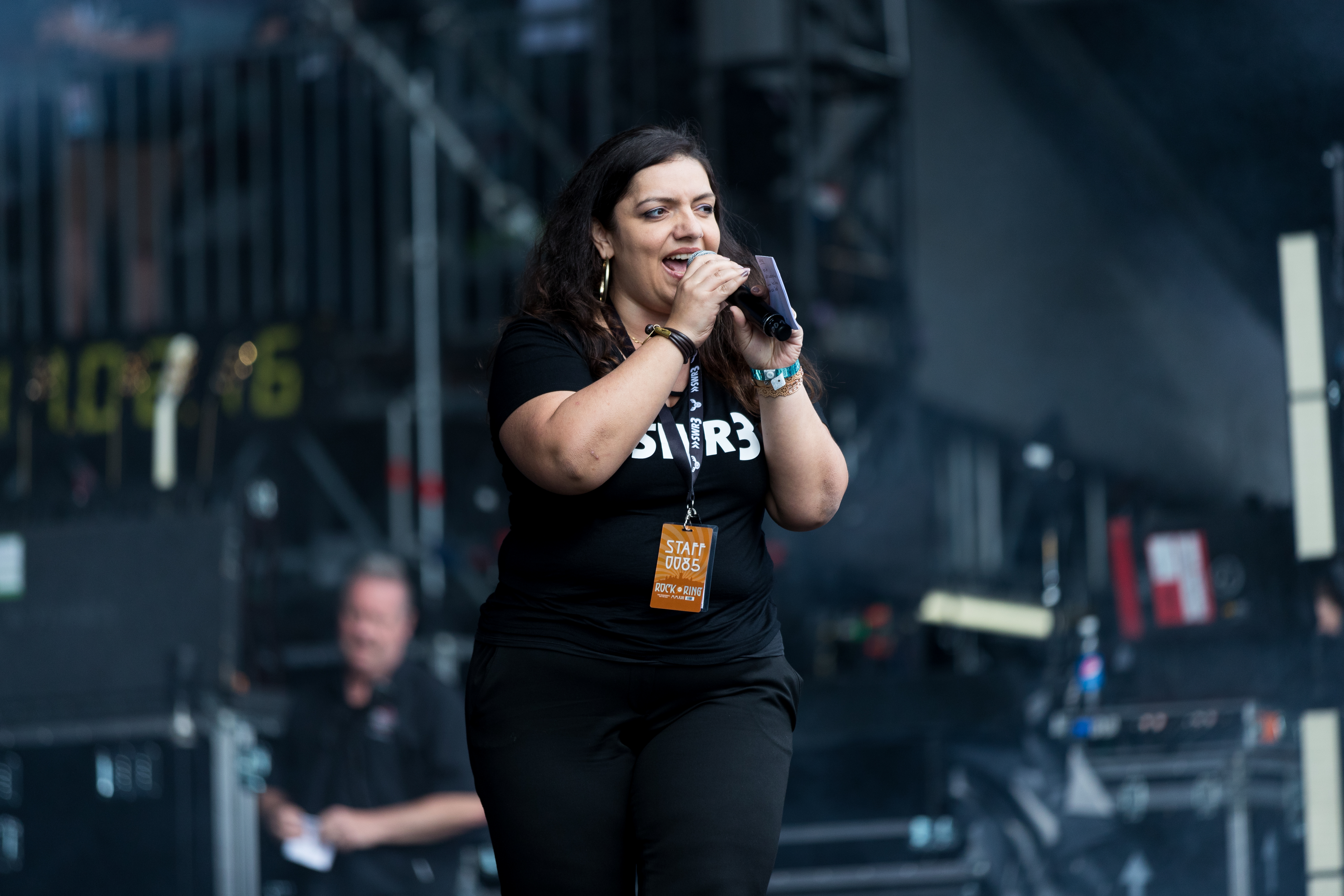
Anneta Politi (* 1977)

- Politi, Korina (* 1995), griechische Sprinterin
- Politi, Marco (* 1947), deutsch-italienischer Journalist und Autor
- Politi, Mauro (* 1944), italienischer Jurist, Richter am Internationalen Strafgerichtshof (2003–2009)
- Politi, Raffaello (1783–1865), italienischer Maler und Antiquar
- Politis, Konstantinos (1942–2018), griechischer Basketballspieler und -trainer
- Politis, Linos (1906–1982), griechischer Neogräzist und Klassischer Archäologe
- Politis, Vasilis (* 1963), griechischer Philosophiehistoriker
- Politkowskaja, Anna Stepanowna (1958–2006), russisch-amerikanische Journalistin und Autorin
- Polito, Christian (* 1981), deutscher Schauspieler und Fernsehmoderator
- Polito, Ciro (* 1979), italienischer Fußballtorhüter
- Polito, Gene (1918–2010), US-amerikanischer Kameramann
- Polito, Jon (1950–2016), amerikanischer Schauspieler
- Polito, Juan (1908–1981), argentinischer Tangopianist, Bandleader, Arrangeur und Komponist
- Polito, Karyn (* 1966), US-amerikanische Politikerin
- Polito, Sol (1892–1960), US-amerikanisch-italienischer Kameramann
- Polito, Vincenzo (* 1926), italienischer Wasserballspieler
- Politt, Lisa (* 1956), deutsche politische Kabarettistin
- Politt, Nils (* 1994), deutscher RadrennfahrerNils Politt (* 1994)

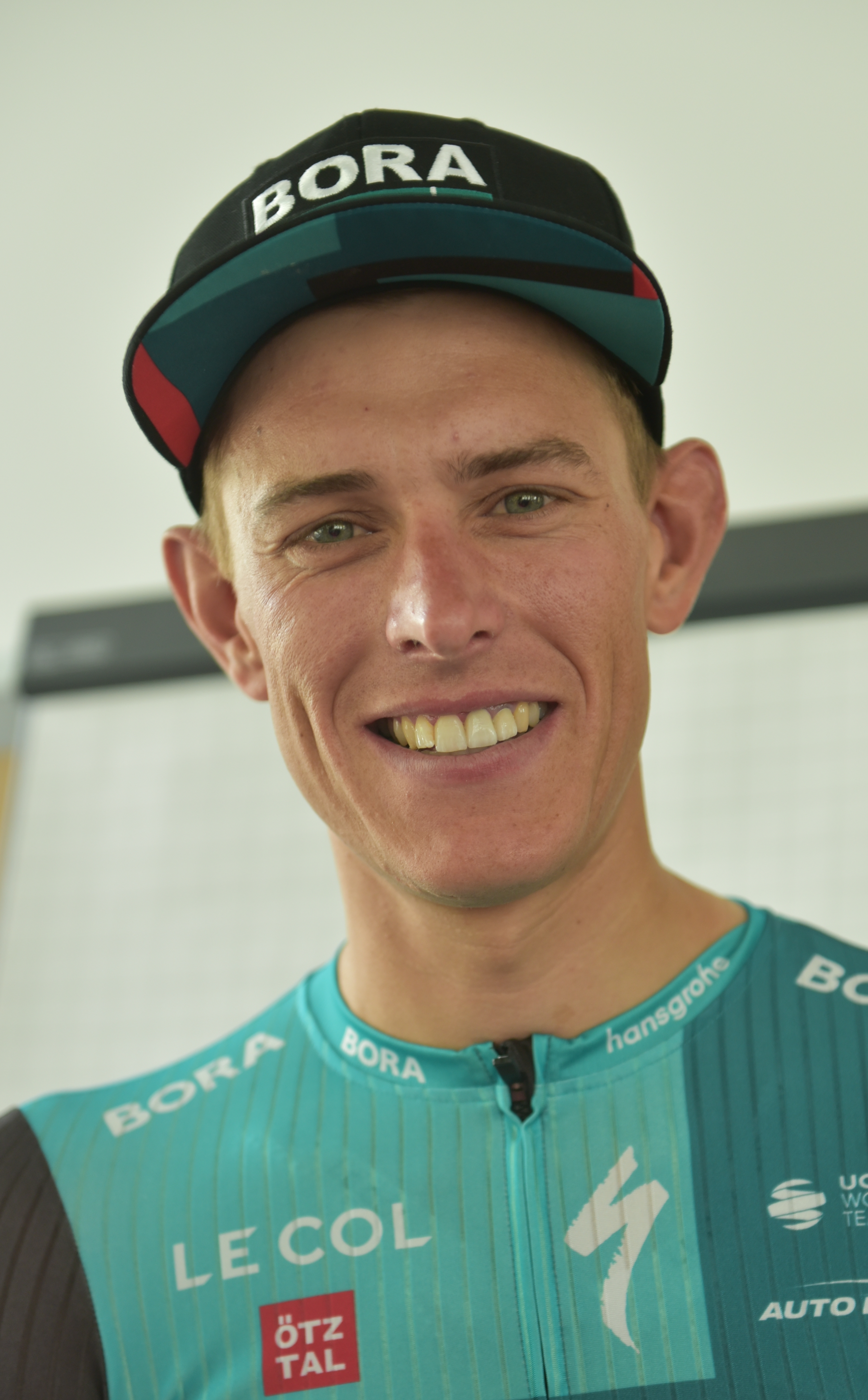
Nils Politt (* 1994)

- Politycki, Matthias (* 1955), deutscher Schriftsteller
- Politz, Alice (1867–1946), deutsche Theaterschauspielerin
- Pölitz, Hans-Günther (* 1952), deutscher Kabarettist
- Politz, Ingo (* 1959), deutscher Rockmusiker, Produzent, Texter und Komponist
- Politz, Karl (1903–1987), deutscher Fußballspieler
- Pölitz, Karl Heinrich Ludwig (1772–1838), deutscher Historiker
- Politz, Maritta (* 1950), deutsche Mittelstreckenläuferin
- Politze, Marc (* 1977), deutscher Wasserballspieler
- Politze, Stefan (* 1965), deutscher Politiker (SPD), MdLStefan Politze (* 1965)

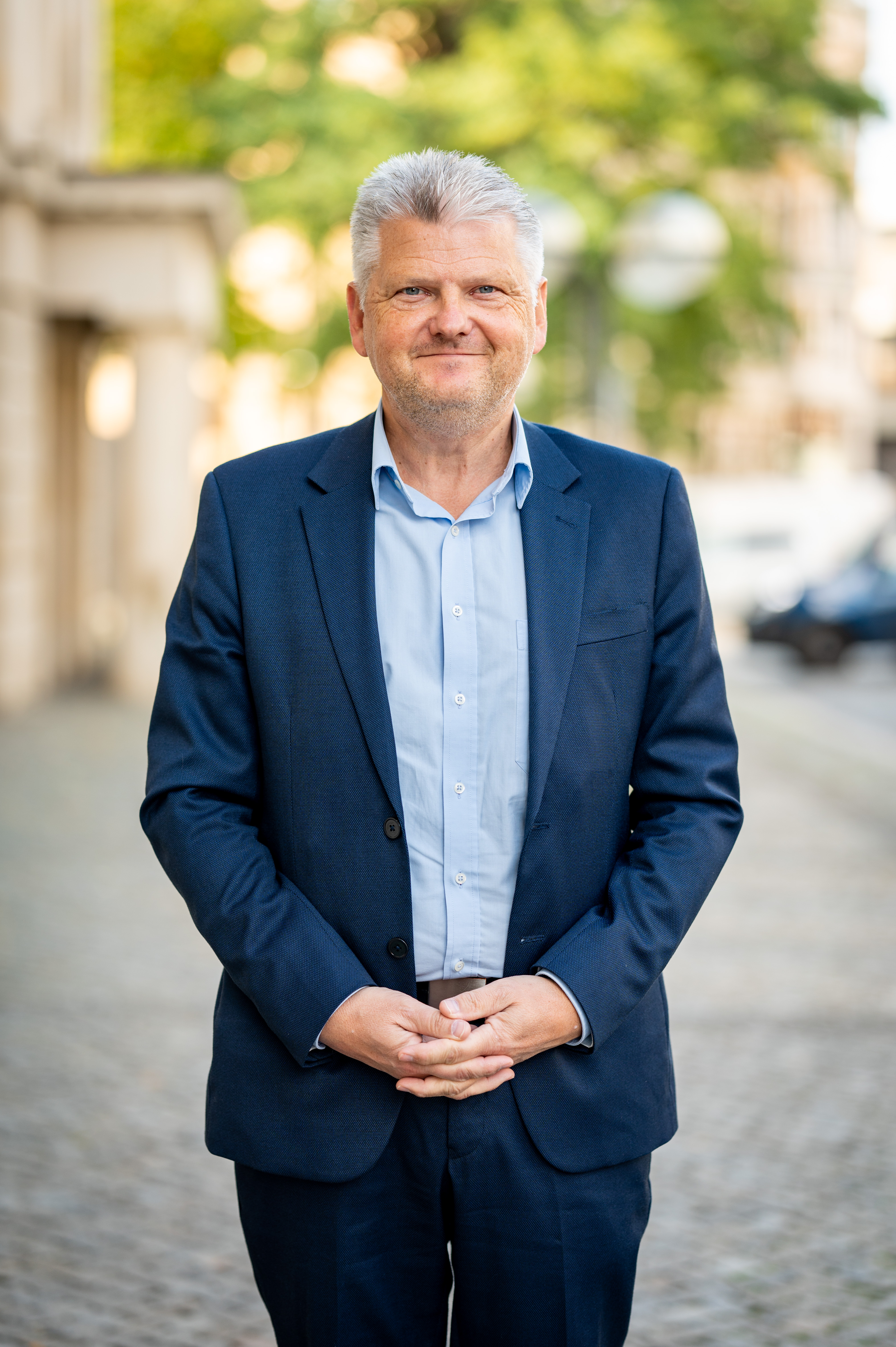
Stefan Politze (* 1965)

- Politzer, Adam (1835–1920), österreichischer Ohren-Arzt
- Politzer, David (* 1949), US-amerikanischer Physiker und Träger des Nobelpreises für Physik (2004)
- Politzer, Franz (* 1950), österreichischer Maler
- Politzer, Georges (1903–1942), französischer Philosoph und marxistischer Theoretiker
- Politzer, Heinz (1910–1978), österreichischer Schriftsteller
- Politzer, Nicolás (* 1988), argentinischer Jazzmusiker (Schlagzeug, Komposition)
- Politzer, Robert (1939–2010), österreichischer Jazzmusiker
- Politzer, Robert Louis (1921–1998), US-amerikanischer Romanist, Linguist und Fremdsprachendidaktiker österreichischer Herkunft

### Poliu
- Polius, Bruno (* 1958), französischer Sänger und Musiker
- Polius, Jacobus (1588–1656), erster Dürener Geschichtsschreiber

### Poliv
- Polívka, Bolek (* 1949), tschechischer Schauspieler, Dramaturg und Bühnenbildner
- Polívka, Jiří (1858–1933), tschechischer Slawist, Literaturwissenschaftler und Folklorist
- Polívka, Osvald (1859–1931), tschechischer Architekt der Neorenaissance und des Jugendstils

### Poliw
- Poliwanow, Alexei Andrejewitsch (1855–1920), russischer General, Kriegsminister (1915–1916)
- Poliwanow, Jewgeni Dmitrijewitsch (1891–1938), russisch-sowjetischer Sprachwissenschaftler, Orientalist und Literaturwissenschaftler
- Poliwanow, Konstantin Michailowitsch (1904–1983), sowjetischer Elektro-Physiker
- Poliwoda, Oleksandr (* 1987), ukrainischer Radrennfahrer

### Poliz
- Poliza, Andreas (* 1960), deutscher Schauspieler und Unternehmer
- Poliza, Michael (* 1958), deutscher Fotograf
- Poliziano, Angelo (1454–1494), italienischer Humanist und DichterAngelo Poliziano (1454–1494)

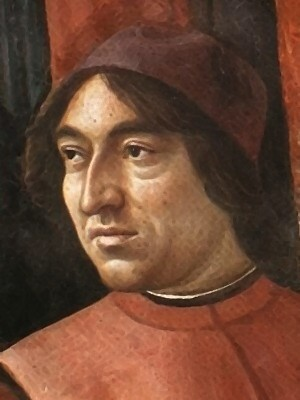
Angelo Poliziano (1454–1494)

- Polizoakis, Joti (* 1995), deutscher Eiskunstläufer
- Polizu, Gheorghe A. (1819–1886), rumänischer Arzt und Lexikograf, Rumänist und Germanist
- Polizzano, Ivonne (* 1981), deutsche Schauspielerin
- Polizzi, Alfred (1900–1975), italienisch-US-amerikanischer Mobster
- Polizzi, Rosalía (1934–2011), italienisch-argentinische Dokumentarfilmerin
- Polizzotti, Mark (* 1957), US-amerikanischer Schriftsteller, literarischer Übersetzer und Verlagslektor